# Feld-Beifuß
Der Feld-Beifuß (Artemisia campestris) ist eine Pflanzenart aus der Gattung Artemisia innerhalb der Familie der Korbblütler (Asteraceae).

## Beschreibung

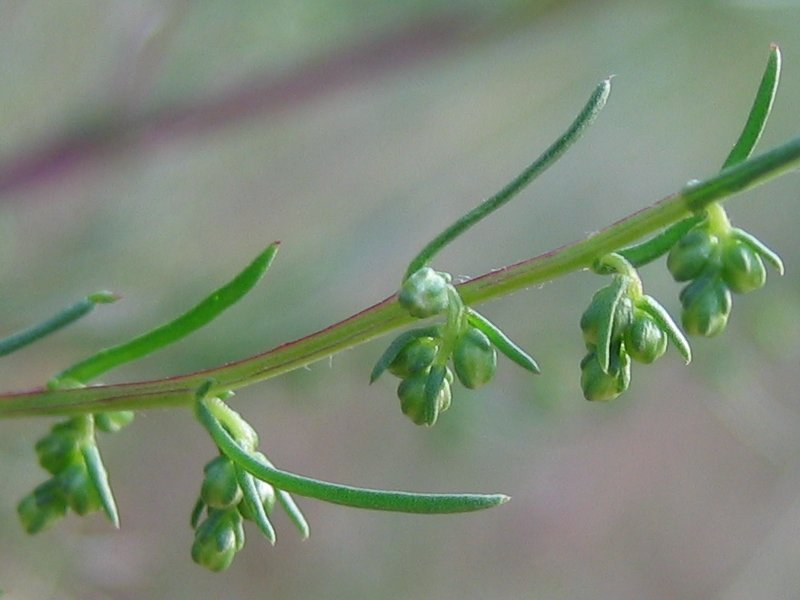
Junge Blütenkörbchen

### Vegetative Merkmale
Der Feld-Beifuß ist eine ausdauernde Pflanze und erreicht Wuchshöhen von meist 20 bis 80 (10 bis 150) Zentimeter. Als Überdauerungsorgan wird ein stark verholztes Rhizom gebildet. An einem Pflanzenexemplar werden viele sterile Blattrosetten sowie fertile Stängel gebildet. Die niederliegenden bis aufsteigenden Stängel sind kahl oder filzig bis seidig behaart und fast geruchlos.
Zur Blütezeit welken die Laubblätter noch nicht. Die gestielten Grundblätter sind zwei- bis dreifach unregelmäßig fiederteilig mit 1 Millimeter breiten, lang stachelspitzigen Zipfeln. Die unteren Stängelblätter haben einen am Grund geöhrten Stiel und sind zwei- bis dreifach fiederteilig. Die oberen Stängelblätter sind sitzend und teilweise ungeteilt. Junge Laubblätter sind seidig behaart, werden später aber kahl.

### Generative Merkmale
Der Gesamtblütenstand ist locker und sparrig mit häufig einseitswendig angeordneten, kurz gestielten, aufrechten oder abstehenden und nur selten nickenden Blütenkörbchen. Die Körbchen sind 2 bis 3, selten bis zu 8 Millimeter lang und kugelig bis länglich-eiförmig. Die Hüllblätter sind eiförmig, außen kahl sowie grün oder oft rot überlaufen und besitzen einen Hautrand. Der Korbboden ist kahl. Die Randblüten sind weiblich und fruchtbar; die inneren Röhrenblüten sind zwittrig, wobei die innersten häufig steril sind. Die Blütenkrone ist gelb oder auch rötlich bis rotbraun.
Die Chromosomenzahl beträgt 2n = 36.

## Ökologie und Phänologie
Der Feld-Beifuß ist ein immergrüner Chamaephyt. Er ist an Trockenheit durch die bis 1,5 Meter tief reichenden Wurzeln angepasst.
Die Bestäubung erfolgt durch den Wind, aber auch Bestäubung durch Insekten soll vorkommen. Blütezeit reicht von August bis Oktober.
Die Früchte sind Schirmchenflieger mit der bleibenden Blütenhülle als Flugapparat. Daneben findet Klebausbreitung durch die bei Feuchtigkeit verschleimende Fruchtwand statt. Fruchtreife ist von August bis September.
Am Feld-Beifuß parasitiert die Beifuß-Sommerwurz, ein Vollschmarotzer. Die Beifuß-Sommerwurz kann selbst keine Photosynthese betreiben und ist daher auf den Feld-Beifuß als Wirt angewiesen.
Daneben dient der Feld-Beifuß zahlreichen Insektenarten als Nahrung, etwa den Rüsselkäfern Taphrotopium sulcifrons und Cyphocleonus dealbatus.

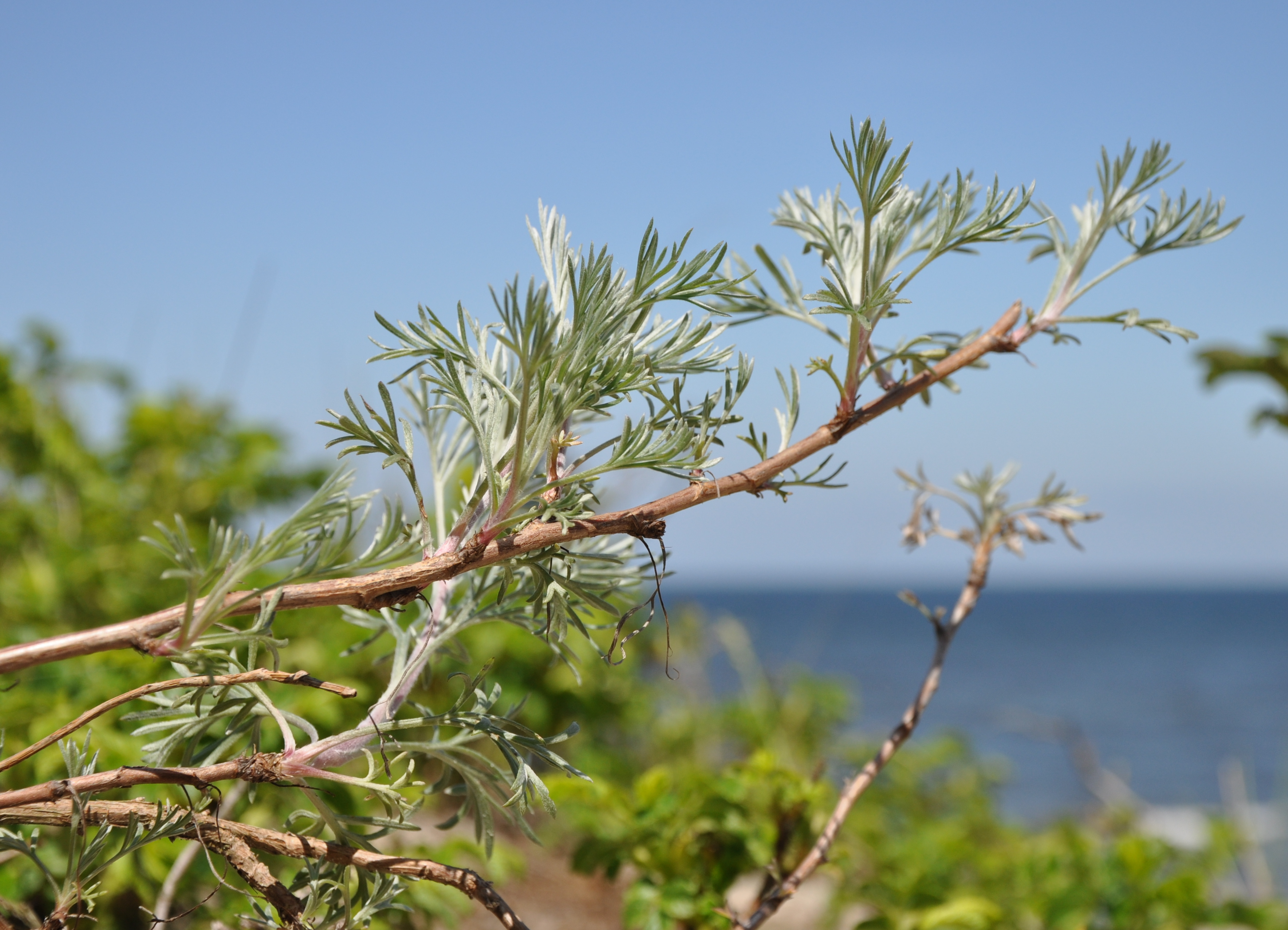
Habitat an den Dünen der Ostseeküste in Polen

## Vorkommen
Der Feld-Beifuß kommt in Europa, in den gemäßigten Gebieten Asiens, in Nordafrika und in Nordamerika vor. Er ist ein meridionales bis temperates, subkontinentales Florenelement.
Er wächst in Trockenrasen, an trockenen, sandigen Ruderalstellen und auf Dünen. Andere Populationen kommen in obermontanen bis alpinen Zwergstrauchheiden und Nacktriedrasen vor.

## Systematik

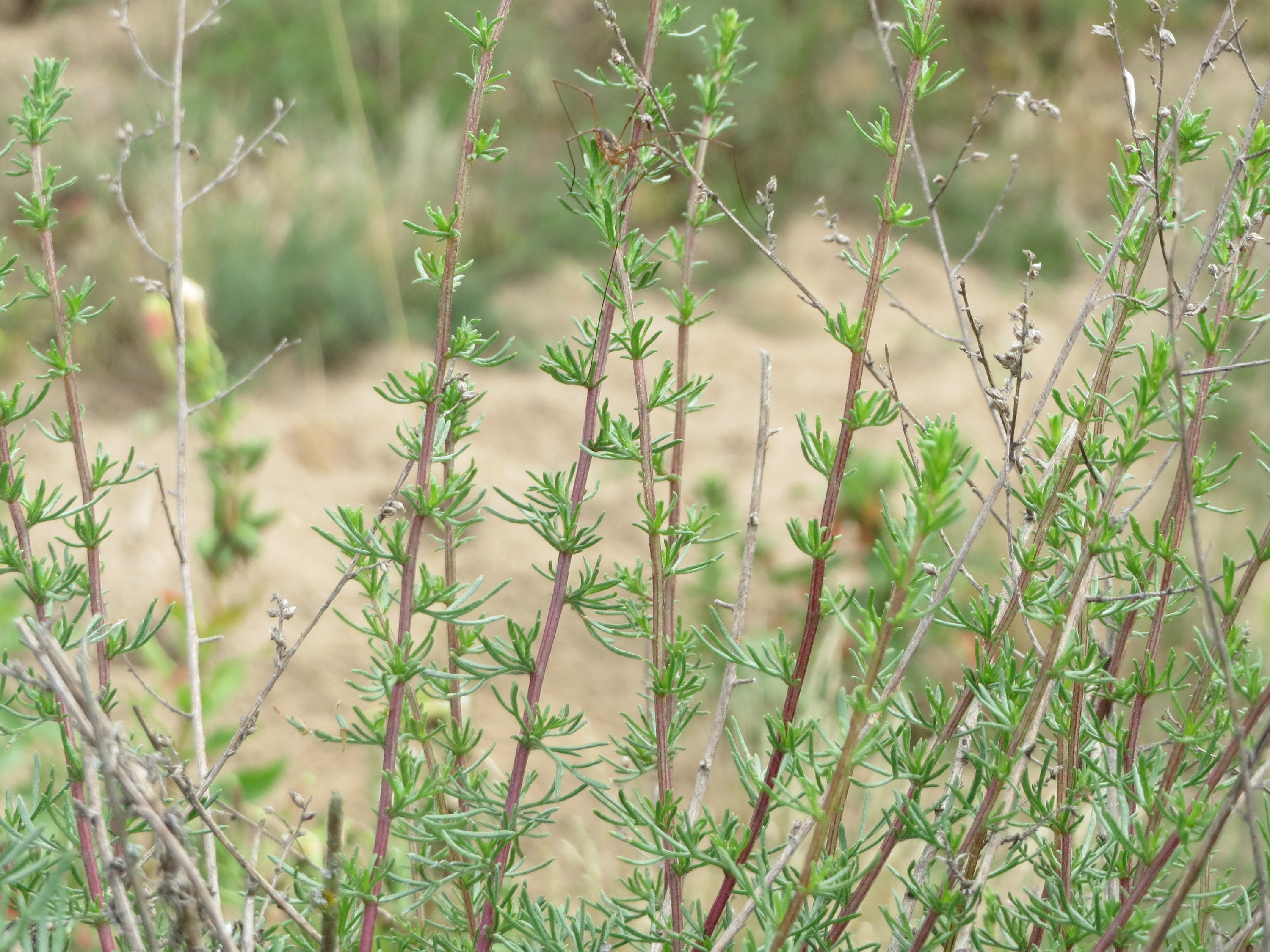
Habitus

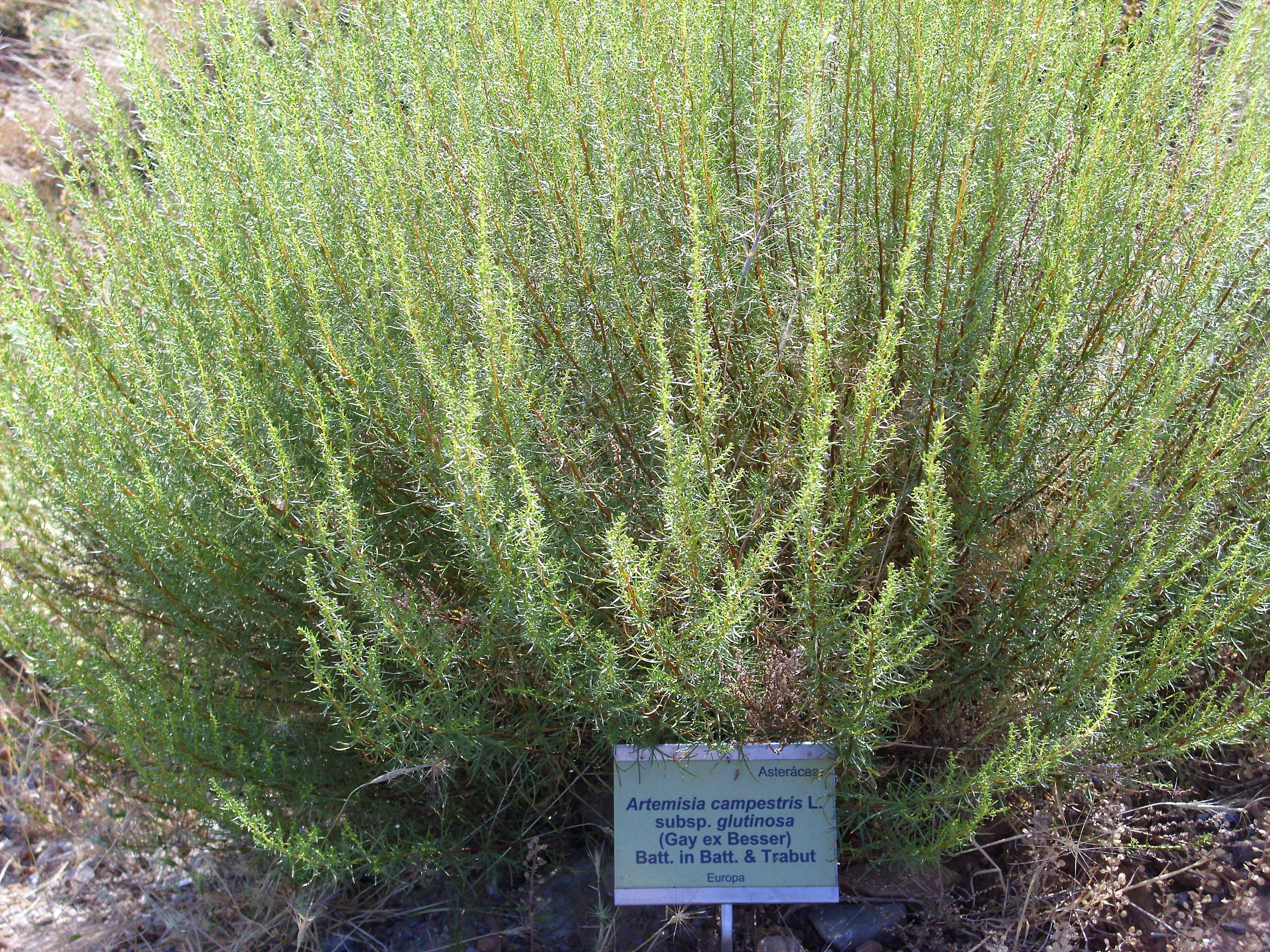
Artemisia campestris subsp. glutinosa

Die Erstveröffentlichung von Artemisia campestris erfolgte 1753 durch Carl von Linné in Species Plantarum, Tomus II, S. 846. Synonyme für Artemisia campestris L. sind: Artemisia caudata Michx., Artemisia dniproica Klokov, Artemisia odoratissima Desf., Artemisia sosnovskyi Novopokr., Artemisia tschernieviana Besser.
Artemisia campestris ist eine formenreiche Sammelart, deren Untergruppen teils als Arten, Unterarten oder Varietäten eingestuft werden. Schmeil-Fitschen (2001/2002, auch 2019) führt folgende Unterarten auf:
- Artemisia campestris subsp. alpina (DC.) Arcang.: Die Verbreitung reicht nach Schmeil-Fitschen von der Schweiz bis zur Steiermark; bei Fischer wird diese Unterart in Anmerkung zu Artemisia borealis als taxonomisch unklare Sippe zwischen Artemisia campestris und Artemisia borealis erwähnt. Die ökologischen Zeigerwerte nach Landolt et al. 2010 sind in der Schweiz: Feuchtezahl F = 1+ (trocken), Lichtzahl L = 4 (hell), Reaktionszahl R = 4 (neutral bis basisch), Temperaturzahl T = 2+ (unter-subalpin und ober-montan), Nährstoffzahl N = 2 (nährstoffarm), Kontinentalitätszahl K = 4 (subkontinental).[6]
- Artemisia campestris subsp. borealis H.M.Hall& Clem.: Bei Fischer wird diese Unterart als Art Artemisia borealis Pall. geführt. Sie besiedelt Zwergstrauchheiden der Hohen Tauern.
- Artemisia campestris subsp. campestris: Bei Fischer wird diese Unterart als Artemisia campestris s. str. angeführt. Sie besiedelt Trockenrasen und Felssteppen. Sie kommt vor in Gesellschaften der Klassen Festuco-Brometea sowie Sedo-Scleranthetea.[1] Die österreichischen Vorkommen sind im pannonischen Becken häufig und ansonsten selten. Sie ist in allen Bundesländern anzutreffen außer in Vorarlberg, wo diese Unterart als ausgestorben gilt.[7] Die Varietät Artemisia campestris var. campestris besitzt kahle Blätter.
- Artemisia campestris subsp. lednicensis (Spreng.) Greuter & Raab-Straube: Das Verbreitungsgebiet sind Steppenrasen und Trockenhänge im südlichen Teil Deutschlands. Sie ist dort eine Charakterart des Artemisio lednicensis-Melicetum ciliatae aus dem Verband Seslerio-Festucion pallentis.[1] Bei Fischer wird die Varietät Artemisia campestris var. lednicensis mit dicht seidig-filzigen Blättern beschrieben.
- Artemisia campestris subsp. sericea Lemke & Rothm.: Die Heimat sind die Dünen der Ostseeküste. Bei Fischer wird diese Unterart als Synonym zu Artemisia campestris var. lednicensis betrachtet. Nach Euro+Med muss sie Artemisia campestris subsp. inodora Nyman heißen und ihr Verbreitungsgebiet reicht von Osteuropa und Südosteuropa bis zur Türkei und Transkaukasien.[5]

Weitere Unterarten sind:
- Artemisia campestris subsp. bottnica Kindb.: Sie kommt in Schweden, Finnland und Russland vor.[5]
- Artemisia campestris subsp. glutinosa (Besser) Batt.: Sie kommt in Portugal, Spanien, Frankreich, Italien, Sizilien, Marokko, Algerien, Tunesien und Libyen vor.[5]
- Artemisia campestris subsp. lempergii Sennen: Sie kommt nur in Frankreich vor.[5]
- Artemisia campestris subsp. maritima (DC.) Arcang.: Sie kommt in Portugal, Spanien, Frankreich und in den Niederlanden vor und ist in Belgien ein Neophyt.[5]
- Artemisia campestris subsp. variabilis (Ten.) Greuter: Sie kommt in Italien, Sardinien, Sizilien und Tunesien vor.[5]

## Trivialnamen
Im deutschsprachigen Raum werden oder wurden für diese Pflanzenart, zum Teil nur regional, auch die Trivialnamen Ambrosiakraut, roter Beifuss, Besenkraut, Feldaberreis, Feldbereis und klein Stabwurz verwendet.